# Кононович, Александр Константинович
Александр Константинович Кононович (1850—1910) — российский астроном, ординарный профессор Новороссийского университета, статский советник.

## Биография
Родился в Таганроге, учился в Ришельевской гимназии. В 1867 году поступил на физико-математический факультет Новороссийского университета (ныне — Одесский национальный университет имени И. И. Мечникова), по окончании обучения в 1871 году был оставлен при университетской обсерватории для подготовки к научной деятельности. В 1871—1873 и 1874—1876 годах в качестве стипендиата университета стажировался в Берлине у Гельмгольца, Ферстера и Титьена и в Лейпциге, где изучал астрофотометрию под руководством И. К. Ф. Цёлльнера. Вернувшись в Одессу, с 1876 года преподавал математику в Ришельевской гимназии. После получения степеней магистра (в 1881) и доктора астрономии (в 1884) был утвержден экстраординарным, а в 1886 году — ординарным профессором Новороссийского университета (ныне — Одесский национальный университет имени И. И. Мечникова). С 1881 года на протяжении почти 30 лет возглавлял кафедру астрономии и университетскую обсерваторию. Статский советник.
Основные труды в области астрофизики, был одним из пионеров астрофизических исследований в России. Выполнил с фотометром Цёлльнера большие ряды фотометрических измерений Марса, Юпитера и Сатурна. Вел регулярное фотографирование поверхности Солнца и измерение положений солнечных пятен (его коллекция содержит около 1500 снимков Солнца), систематически наблюдал протуберанцы. Ранние работы посвящены вычислению орбит двойных звезд; определил орбиту двойной звезды γ Девы. Внес большой вклад в развитие обсерватории Новороссийского университета, подготовил ряд талантливых деятелей отечественной астрономии.
В его честь назван астероид (8322) Кононович.